# Avella insularis
Avella insularis är en spindelart som först beskrevs av William Joseph Rainbow 1920.  Avella insularis ingår i släktet Avella och familjen Deinopidae. Inga underarter finns listade.